# Corvus meeki
El cuervo de la Bougainville (Corvus meeki) es una especie de ave en la familia Corvidae. Este es un cuervo grande que llega a medir 41 cm de largo, su plumaje es todo negro y posee un pico macizo.

## Distribución y hábitat
Se lo encuentra en la isla Bougainville en Papúa Nueva Guinea y las islas vecinas de Shortland en las islas Salomón. En esta zona es la única especie de cuervo.
Sus hábitats naturales son los bosques bajos húmedos subtropicales o tropicales y los bosques montanos húmedos subtropicales o tropicales hasta  1600 m. Es una especie común en Bougainville, pero puede estar amenazada en el futuro por pérdida de hábitat producto de explotaciones forestales.